# Wincenty Rutkowski (lotnik)

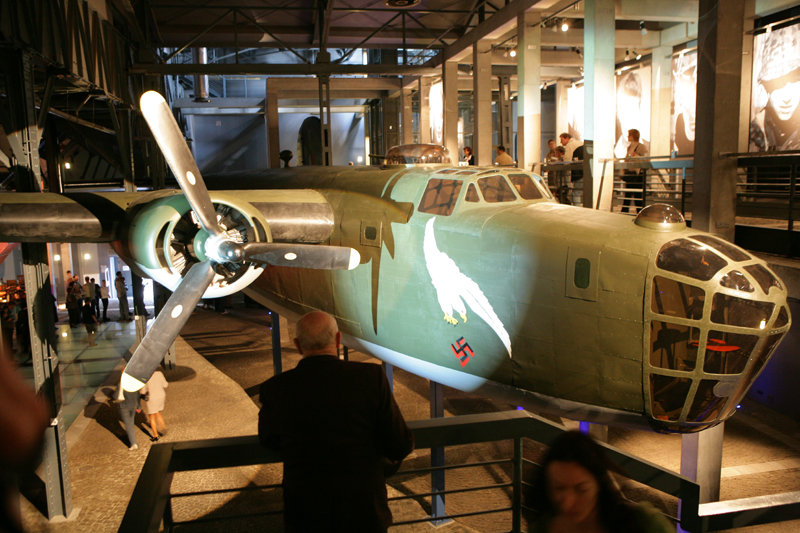
rekonstrukcja Liberatora załogi kpt. Szostaka

Wincenty Tadeusz Rutkowski (ur. 26 lutego 1921 w Zakrzowie, zm. 15 sierpnia 1944) – plutonowy mechanik pokładowy Polskich Sił Powietrznych w Wielkiej Brytanii.

## Życiorys
Wincenty Tadeusz Rutkowski był uczniem gimnazjum w Staszowie. Po ukończeniu dwóch klas ze względu na trudną sytuację finansową rodziny musiał przerwać naukę. W 1937 roku wstąpił do Szkoły Podoficerów Lotnictwa dla Małoletnich w Bydgoszczy. W szkole uczęszczał na kurs dla mechaników. W czasie wybuchu wojny był na ostatnim roku kursu. Razem z częścią personelu został ewakuowany najpierw do Łucka, a następnie do Rumunii. W 1940 roku dotarł do Francji skąd poprzez Afrykę północną i Portugalię dotarł do Wielkiej Brytanii w połowie lipca 1940 roku.
Po przejściu kolejnego szkolenia został mechanikiem 317 dywizjonu myśliwskiego „Wileńskiego”. Od listopada 1943 roku służył w 1586 eskadrze specjalnego przeznaczenia, która została skierowana do Afryki Północnej. W grudniu 1943 jednostka została przeniesiona na południe Włoch w okolice miasta Brindisi.
Wincenty Tadeusz Rutkowski na ochotnika zgłosił się do personelu latającego. W maju 1944 odbył swój pierwszy lot bojowy nad terytorium okupowanej Polski. Po odbyciu kilku lotów bojowych został przydzielony do załogi kpt. Zbigniewa Szostaka, z którą w sierpniu 1944 roku wykonał parę lotów z pomocą dla walczącej Warszawy.
Dnia 14 sierpnia 1944 roku załoga w składzie:
- piloci: kpt. Zbigniew Szostak, plut. Józef Bielicki
- nawigator: kpt. Stanisław Daniel
- radiotelegrafista: plut. Józef Witek
- bombardier: plut. Tadeusz Dubowski
- mechanik pokładowy: plut. Wincenty Rutkowski
- strzelec: plut. Stanisław Malczyk

po raz kolejny wystartowała z lotniska w Brindisi we Włoszech.
Po dokonaniu zrzutu w okolicach pl. Krasińskich w Warszawie samolot Liberator nr KG 890 został zaatakowany przez niemieckie myśliwce nad Puszczą Niepołomicką. Dowódca kpt. Zbigniew Szostak rozkazał opuszczenie palącego się samolotu. Załoga wyskoczyła na spadochronach, ale z powodu zbyt niskiej wysokości lotu większość spadochronów nie otworzyła się. Lotnicy zginęli na miejscu roztrzaskując się o ziemię. Liberator został zestrzelony przez niemieckiego asa Luftwaffe Gustava Eduarda Fracsi.
Wincenty Tadeusz Rutkowski pośmiertnie został odznaczony Krzyżem Srebrnym Orderu Wojennego Virtuti Militari (nr 10332), Krzyżem Walecznych oraz Polową Odznaką Mechanika Pokładowego. Został pochowany na cmentarzu w Pogwizdowie. Po wojnie szczątki wszystkich członków załogi zostały przeniesione na cmentarz wojskowy w Krakowie.
Części samolotu załogi kpt. Zbigniewa Szostaka zostały wykorzystane do rekonstrukcji samolotu Liberator B-24 J znajdującego się w Muzeum Powstania Warszawskiego.